# Espirobòlides
Els espirobòlides (Spirobolida) són un ordre de diplòpodes quilognats del superordre Juliformia, amb una àmplia distribució geogràfica, però absents a Europa.

## Característiques

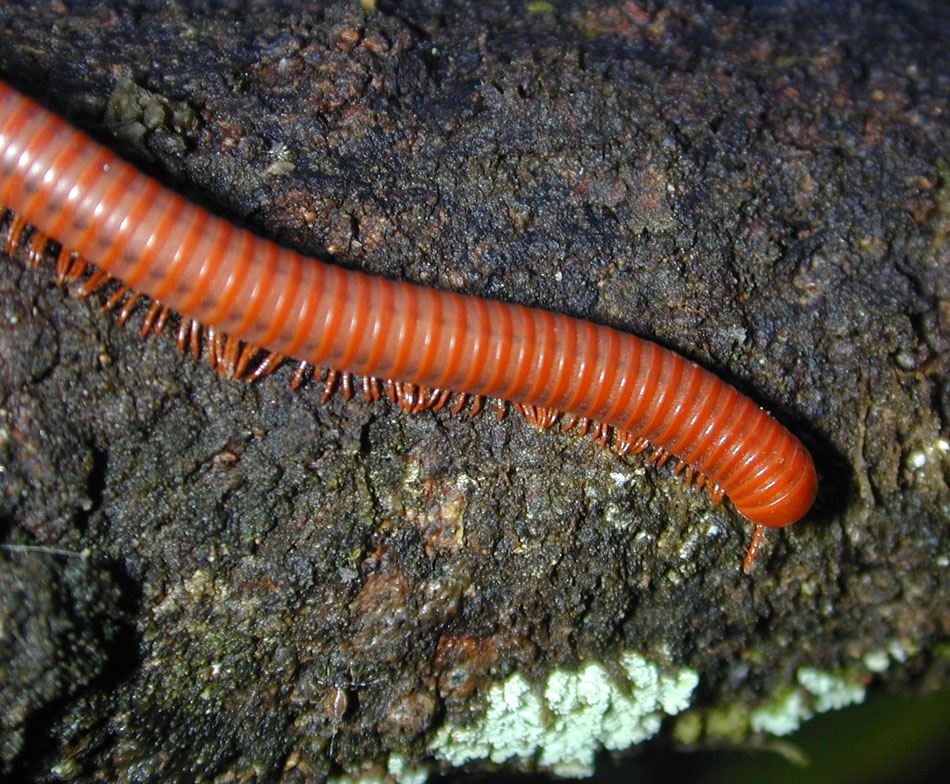
Trigoniulus corallinus.

Els seus membres es distingeixen per la presència d'una sutura pronunciada que recorre verticalment la part frontal del cap. La majoria de les espècies viuen als tròpics i moltes són de colors vius. Els mascles madurs tenen dos parells de potes modificades, els gonòpodes, que corresponen al vuitè i el novè parell de potes; els gonòpodes posteriors s'utilitzen en la transferència d'espermatozoides mentre que els gonòpodes anteriors estan fusionats en una estructura similar a una placa.

## Distribució
Els espirobòlides es troben a Amèrica, Sud-àfrica, Madagascar, Xina, l'Índia, Sud-est asiàtic, Indonèsia i Austràlia.

## Taxonomia
L'ordre Spirobolida conté aproximadament 500 espècies en 12 famílies:
Subordre Spirobolidea Cook, 1895
- Família Allopocockiidae Keeton, 1960
- Família Atopetholidae Chamberlin, 1918
- Família Floridobolidae Keeton, 1959
- Família Hoffmanobolidae Shelley, 2001
- Família Messicobolidae Loomis, 1968
- Família Pseudospirobolellidae Brölemann, 1913
- Família Rhinocricidae Brölemann, 1913
- Família Spirobolellidae Brölemann, 1913
- Família Spirobolidae Bollman, 1893
- Família Typhlobolellidae Hoffman, 1969

Subordre Trigoniulidea Brölemann, 1913
- Família Pachybolidae Cook, 1897
- Família Trigoniulidae Attems, 1909